# 越谷市立大間野小学校
越谷市立大間野小学校（こしがやしりつ おおまのしょうがっこう）は、埼玉県越谷市大間野町にある公立小学校。

## 沿革
- 1975年4月 - 越谷市立出羽小学校を分離して越谷市立大間野小学校として開校
- 1986年3月31日 - 学区変更により越谷市立南越谷小学校、越谷市立蒲生第二小学校から一部が移籍

## 教育目標
- 進んで学ぶ子
- 最後までがんばる子
- 思いやりのある子

## 通学区域
- 大間野町一丁目 - 全域
- 大間野町二丁目 - 全域
- 大間野町三丁目 - 全域
- 大間野町四丁目 - 全域
- 大間野町五丁目 - 全域
- 七左町一丁目 - 全域
- 七左町三丁目 - 全域
- 蒲生 - 一部
- 蒲生西町二丁目 - 全域
- 蒲生茜町 - 全域[1]